# Putzeysius quadriceps
Putzeysius quadriceps is een keversoort uit de familie van de loopkevers (Carabidae). De wetenschappelijke naam van de soort is voor het eerst geldig gepubliceerd in 1870 door Putzeys. Deze soort komt alleen voor in Chili. 